# Henryk Millak
Henryk Kazimierz Millak (ur. 26 lutego 1893 w Warszawie, zm. między 9 a 11 kwietnia 1940 w Katyniu) – podpułkownik lekarz Wojska Polskiego, ofiara zbrodni katyńskiej.

## Życiorys
Był synem Ludwika i Augustyny z Kahtzów. Lekarz, absolwent uniwersytetu w Kijowie (1917). Służył w armii rosyjskiej. Wstąpił do Wojska Polskiego w 1919. Formalnie przyjęty w szeregi wojska dekretem z dnia 25 lutego 1920 z zatwierdzeniem stopnia porucznika lekarza z „zaliczeniem do rezerwy armii i powołaniem do służby czynnej aż do demobilizacji z grupy byłych Korpusów Wschodnich i armii rosyjskiej”. Został przydzielony do rezerwy personalnej Szpitala Ujazdowskiego z odkomenderowaniem do sekcji VI Departamentu Sanitarnego MSWojsk. Po zakończeniu działań wojennych został przeniesiony do rezerwy. 1 lipca 1924 został przemianowany na oficera zawodowego w korpusie oficerów sanitarnych – lekarzy  w stopniu kapitana ze starszeństwem z dniem 1 czerwca 1919 i 122,5 lokatą, pełnił wówczas służbę Departamencie VIII Sanitarnym Ministerstwa Spraw Wojskowych a jego oddziałem macierzystym był 1 batalion sanitarny. Należał do Mieszkaniowego Stowarzyszenia Spółdzielczego Oficerów w Warszawie, w wybudowanych przez Stowarzyszenie blokach otrzymał mieszkanie. W 1926 awansował do stopnia majora ze starszeństwem z dniem 1 lipca 1925 i 7 lokatą. W 1926 był ordynatorem szpitala wojskowego w Chełmie. W 1928 był lekarzem w 1 pułku radiotelegraficznym. W 1930 był w stopniu majora ze starszeństwem z dniem 1 lipca 1925 i 7 lokatą (92 lokata wśród lekarzy korpusu sanitarnego). Brał udział w II Zjeździe Oficerów Służby Zdrowia w dniach 3 – 5 stycznia 1935 na którym wygłosił referat. Był członkiem Zarządu Fundacji Oficera Lekarza w Stanie Spoczynku. W 1931 został przeniesiony z pracowni rentgenologicznej do Centrum Wyszkolenia Sanitarnego. Brał udział XIV Zjeździe Lekarzy i Przyrodników Polskich w Poznaniu połączonym z IV Zjazdem Związku Lekarzy Słowiańskich, wygłosił tam referat. W 1933 powierzono mu funkcję kierownika referatu w Departamencie Zdrowia Ministerstwa Spraw Wojskowych. W następnym roku powrócił do CWSan z przydziałem do Państwowego Zakładu Higieny na specjalizację. W 1937 pełnił służbę w CWSan jako lekarz bakteriolog. Do stopnia podpułkownika awansowany ze starszeństwem z dniem 19 marca 1937 i 1 lokatą, w marcu 1939 był kierownikiem naukowym oddziału higieny wojennej CWSan..    
Opublikował: „Pluskwa, jej biologia i zwalczanie”, „Zastosowanie katatermometru do badania funkcji cieplnej tkanin odzieżowych”, „Uwagi w sprawie umundurowania wojskowego z punktu widzenia higjeny”. Publikował w specjalistycznej prasie lekarskiej oraz w gazetach codziennych. Był jednym z współautorów wydanej w Poznaniu w 1939 „Podstawy obronności państwa”.  
Podczas kampanii wrześniowej wzięty do niewoli przez Sowietów. Początkowo był jeńcem obozu kozielszczańskiego (stan na dzień 20.10.1939). Na liście generałów i wyższych oficerów wysłanych z obozu kozielszczańskiego do Zarządu NKWD ZSRR do spraw Jeńców Wojennych (UPW) figuruje jako Mallap Henryk. 2 listopada wysłano go do Kozielska, gdzie dotarł po dwóch dniach podróży. Między 7 a 9 kwietnia 1940 przekazany do dyspozycji naczelnika smoleńskiego obwodu NKWD – lista wywózkowa 017/2 poz 1, nr akt 1378 z 05.04.1940. Został zamordowany między 9 a 11 kwietnia 1940 przez NKWD w lesie katyńskim. Zidentyfikowany podczas ekshumacji prowadzonej przez Niemców w 1943, lecz nie figuruje na liście, gdyż brak jest raportu z tego dnia. Na liście Komisji Technicznej PCK figuruje pod nr 57. Przy szczątkach Millaka znaleziono: pozwolenie na broń, dwie pocztówki i wizytówkę. Znajduje się na liście ofiar opublikowanej w Gońcu Krakowskim nr 92, Nowym Kurierze Warszawskim nr 93 z 1943. W Archiwum Robla w pakiecie 57 jest lista przedmiotów znalezionych przy zwłokach Millaka, a w pakiecie 0747-07 kalendarzyk znaleziony przy Feliksie Gadomskim, w którym na sporządzonej liście oficerów widnieje nazwisko Henryka Millaka. Krewni w 1945 i 1949 poszukiwali informacji przez Biuro Informacji i Badań Polskiego Czerwonego Krzyża w Warszawie.   
5 października 2007 minister obrony narodowej Aleksander Szczygło mianował go pośmiertnie na stopień pułkownika. Awans został ogłoszony 9 listopada 2007 w Warszawie, w trakcie uroczystości „Katyń Pamiętamy – Uczcijmy Pamięć Bohaterów”.   

### Życie prywatne
Był żonaty, miał córkę Barbarę i syna Jana. W 1920 mieszkał w Warszawie na Alejach Jerozolimskich 67 a następnie pod nr 57. W 1925 przeprowadził się na Aleję Wojska Polskiego 27.

## Ordery i odznaczenia
- Złoty Krzyż Zasługi (24 maja 1929)[35][4]
- Krzyż Kampanii Wrześniowej – pośmiertnie 1 stycznia 1986[36]